# Henrique Kranen Filho
Henrique Kranen Filho (Porto Alegre, 26 de julho de 1911 — Canoas, 30 de janeiro de 1974) foi um remador brasileiro.
Foi hexacampeão gaúcho e bicampeão brasileiro de remo.
Era afiliado ao Clube de Regatas Guaíba, quando participou dos Jogos Olímpicos de Verão de 1936 em Berlim, na prova de oito com.junto a Alfredo de Boer, Arno Franzen, Lauro Franzen, Nilo Franzen, Ernesto Sauter, Frederico Tadewald, Máximo Fava e Rodolph Rath (timoneiro).
Tornou-se dirigente da Federação Gaúcha de Remo.